# Бэрд, Джон Лоуги
Джон Ло́уги Бэрд (Байрд; англ. John Logie Baird; 13 августа 1888, Хеленсборо (Шотландия) — 14 июня 1946, Бексхилл, Восточный Суссекс, Англия) — шотландский инженер, получивший известность за создание первой механической телевизионной системы. Хотя впоследствии механическое телевидение было вытеснено разработками Владимира Зворыкина и Фило Фарнсуорта в области электронного телевидения, первые телевизоры Бэрда — важный шаг в развитии телевидения.

## Рождение и учёба
Бэрд родился в Хеленсборо (Аргайл, Шотландия). После учёбы в школе поступил и окончил Королевский Технический Колледж (ныне Университет Стратклайда) и университет Глазго. По причине начавшейся Первой мировой войны он так и не получил докторскую степень и впоследствии к этой теме не возвращался.

## Эксперименты в телевидении

Джон Бэрд и его «телевизор», примерно 1925 год.

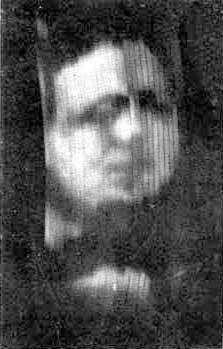
Первая известная фотография изображения, воспроизведённого устройством Бэрда, примерно 1926 год.

Несмотря на то, что телевидение — это результат работы многих изобретателей, Бэрд является одним из пионеров. Он останется известным как первый человек, который передал чёрно-белое (градации серого) изображение объекта на расстояние. Этой темой занимались многие инженеры, но Бэрд первым добился результата. Это было после замены фотоэлектрического элемента камеры на более совершенный и использования видеоусилителя.
В своих первых телевизионных экспериментах Бэрд использовал диск Нипкова, и в феврале 1924 года он продемонстрировал механическую телевизионную систему, способную передавать и отображать движущиеся изображения. Система воспроизводила всего лишь силуэты снимаемых объектов, например изгибание пальцев. Уже 25 марта 1925 года в магазине «Селфриджез» (Лондон) состоялась премьера трёхнедельной демонстрации телевидения.
2 октября 1925 в своей лаборатории Джон Бэрд достиг успеха в передаче чёрно-белого (в градациях серого) изображения куклы чревовещателя. Изображение сканировалось в 30 линий по вертикали, передавалось 5 изображений в секунду. Бэрд спустился вниз и привёл курьера, 20-летнего Вильяма Эдварда Тэйнтона (англ. William Edward Taynton), чтобы посмотреть, как будет выглядеть человеческое лицо на передаваемом изображении. Эдвард Тэйнтон — первый человек, изображение которого было передано при помощи телевизионной системы. В поиске возможности сообщить общественности о своём изобретении, Бэрд посетил редакцию газеты Daily Express. Редактор газеты был шокирован предлагаемой новостью. Позднее, один из работников редакции вспоминал его слова:

Ради Бога, спуститесь вниз в приёмную и избавьтесь от безумца, ожидающего там. Он говорит, что изобрёл машину, чтобы видеть через радио! Будьте аккуратнее — он может быть вооружён лезвием.

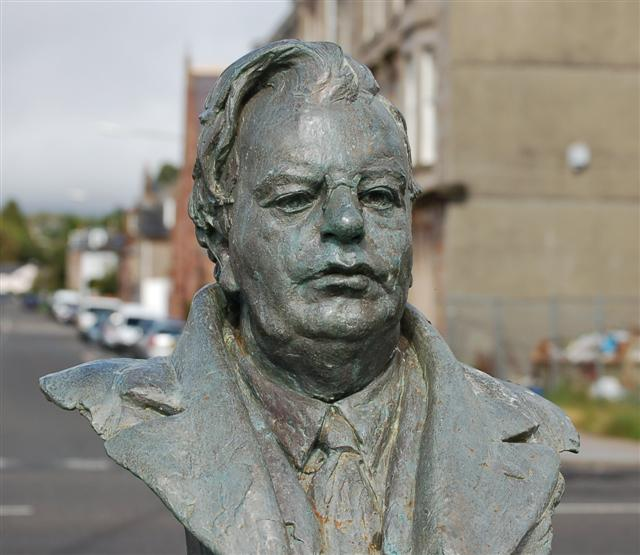
Бюст Джону Бэрду в Хеленсборо

Оригинальный текст (англ.)For God’s sake, go down to reception and get rid of a lunatic who’s down there. He says he’s got a machine for seeing by wireless! Watch him — he may have a razor on him.

### Первые показы на публике
26 января 1926 года в своей лаборатории в Лондоне Бэрд продемонстрировал передачу изображения для членов Королевской ассоциации англ. Royal Institution и репортёров газеты The Times. К этому времени он увеличил скорость сканирования до 12.5 изображений за секунду. Это был первый в мире показ настоящей телевизионной системы, которая показывала движущиеся изображения в градациях серого цвета.
Свой первый в мире цветной передатчик он продемонстрировал 3 июля 1928 года, используя по 3 диска Нипкова в камере и телевизоре: в камере перед каждым диском стоял фильтр, пропускающий только один из трёх основных цветов, а в телевизоре за каждым диском была установлена соответствующего цвета лампа.
В том же году Бэрд продемонстрировал своё стереоскопическое телевидение.
В 1932 году он первый осуществил передачу сигнала в диапазоне УКВ.

### Широковещание
В 1927 году Бэрд осуществил передачу телевизионного сигнала между Лондоном и Глазго на расстояние 438 миль (705 км) по телефонным проводам. Впоследствии он основал компанию Baird Television Development Company Ltd, которая в 1928 году сделала первую трансатлантическую телевизионную передачу между Лондоном и Хартсдейлом (Нью-Йорк) и создала первую телевизионную программу для BBC. И с 1929 по 1935 годы BBC транслировала свои телевизионные программы с использованием 30-полосной системы Бэрда.
В 1930 году он демонстрировал театральную телевизионную систему, с экраном 2×5 футов (60×150 см) в Лондоне (театр «Колизей»), Берлине, Париже и Стокгольме. К 1939 году он усовершенствовал свою театральную телевизионную систему, размеры её экрана составили 15×12 футов (4,6×3,7 метров).
Бэрд провёл первую трансляцию Эпсомских скачек (англ. Epsom Derby) в прямом эфире в 1931 году.
В конце 1936 года BBC начала заменять системы Бэрда (которые к тому времени имели 240 линий сканирования) электронными телевизионными системами компании Electric and Musical Industries Ltd (EMI), которые, после слияния с компанией Маркони под руководством Исаака Шоэнберга производила системы с 405 строками сканирования. BBC перестала транслировать передачи по системе Бэрда в начале 1937 года.
Бэрд также внёс большой вклад в развитие электронного телевидения, например, в 1939 году он продемонстрировал цветное телевидение на базе электронно-лучевой трубки — перед экраном вращался диск, состоящий из цветных фильтров. Этот метод использовался американскими компаниями Columbia Broadcasting System (CBS) и Radio Corporation of America (RCA).
16 августа 1944 года он продемонстрировал первый полностью электронный цветной экран. Созданная система имела 600 строк с трёхкратной чересстрочной развёрткой, изображение выводилось на экран в 6 этапов.
В 1944 году он убедил британские власти в необходимости использования для телепередач в качестве послевоенного стандарта новой цветной системы в 1000 строк. Качество изображения в этой системе было сравнимо с современным HDTV. Но, из-за множества проблем, возникших в стране после войны, эти планы так и не были реализованы. Стандарт в 405 строк оставался действующим вплоть до появления в 1964 году 625-строчного стандарта и системы цветности PAL в 1967.

## Другие изобретения
Помимо телевидения, Бэрд пытался проявить себя во многих других областях. В свои 20 лет он пытался создавать алмазы путём нагревания графита и в результате устроил короткое замыкание в электросети университета Глазго. Через некоторое время он создал бритвенный станок из стекла, который, впрочем, разбился. По примеру автомобильных шин он пытался создать пневматическую обувь, но камеры в опытном образце лопались. Термоноски — ещё одно изобретение Бэрда, которое получилось более успешным, нежели другие.
«Фоновидение», первое устройство для записи видеоизображения, также является изобретением Бэрда.